# 殷雲霄
殷雲霄（1480年—1516年），字近夫，號石川，山东壽張縣人，明朝官員。

## 生平
弘治十四年（1501年）辛酉科山東鄉試第四名舉人。弘治十八年（1505年）中式乙丑科會試第七十七名，三甲第一百一十五名進士，曾作“蓄艾堂”，藏書數千卷，且以作者自命。授靖江縣知縣，又任青田縣知縣。正德年间，官至南京給事中。武宗将怀孕女子馬姬納入宮中，殷雲霄与同官疏諫，引李園、呂不韋之事為諷，不報。卒于官，年仅三十七岁。

## 著作
雲霄工诗文，富才情，撰有《石川集》十二卷行世。

## 家族
曾祖殷勝。祖父殷鐸，遇例冠帶。父殷玘，知县。嫡母张氏，继母任氏，生母李氏。慈侍下。弟殷雲霓。

## 延伸阅读
[在维基数据编辑]
 《明史卷二百八十六》，出自《明史》